# Oak Hill (Floryda)
Oak Hill – miasto w Stanach Zjednoczonych, w stanie Floryda, w hrabstwie Volusia.